# Ernesto Salazar
Ernesto Salazar Hernández (Lima, 31 de mayo de 1990) es un futbolista peruano. Juega de mediocampista y actualmente está sin equipo.

## Trayectoria
Formado en las canteras de Alianza Lima, formó parte del primer equipo desde el 2007 sin llegar a debutar. Para el 2009 es cedido al Real Academia, club con el que debuta en Segunda División. Luego pasó por el Deportivo Coopsol y en el 2011 es contratado por el Defensor Zarumilla de Nazca.

## Selección nacional
Ha sido internacional con la Selección de fútbol del Perú en las categorías sub-17 y sub-20. Participó en la Copa Mundial de Fútbol Sub-17 de 2007 de Corea del Sur y en el Campeonato Sudamericano Sub-20 de 2009 en Venezuela.

## Clubes
| Club                 | País | Año         |
| -------------------- | ---- | ----------- |
| Alianza Lima         | Perú | 2007 - 2009 |
| Real Academia        | Perú | 2009        |
| Deportivo Coopsol    | Perú | 2010        |
| Defensor Zarumilla   | Perú | 2011        |
| Mayta Cápac de Nasca | Perú | 2012        |
| Unión Fuerza Minera  | Perú | 2013 - 2014 |
| Defensor La Bocana   | Perú | 2016        |
| Unión Huaral         | Perú | 2016        |
| Atlético Pucallpa    | Perú | 2017        |
| Unión Alto Huarca    | Perú | 2018        |
| Deportivo Robles     | Perú | 2018        |
| Retamoso             | Perú | 2019        |
| Miguel Grau          | Perú | 2019        |